# 400 mètres haies masculin aux championnats du monde d'athlétisme 2017
Pour un article plus général, voir Championnats du monde d'athlétisme 2017.
Navigation
Pékin 2015 Doha 2019
L'épreuve du 400 mètres haies masculin des championnats du monde de 2017 se déroule du 6 au 9 août 2017 dans le Stade olympique de Londres, au Royaume-Uni. Elle est remportée par le Norvégien Karsten Warholm.

## Critères de qualification
Pour se qualifier pour les championnats, il faut avoir réalisé 49 s 35 ou moins entre le 1er octobre 2016 et le 23 juillet 2017.

## Médaillés
| Or              | Argent          | Bronze         |
| Karsten Warholm | Yasmani Copello | Kerron Clement |

## Résultats

### Finale
| Rang               | Athlète            | Temps   | Note |
| ------------------ | ------------------ | ------- | ---- |
| Médaille d'or      | Karsten Warholm    | 48 s 35 |      |
| Médaille d'argent  | Yasmani Copello    | 48 s 49 |      |
| Médaille de bronze | Kerron Clement     | 48 s 52 |      |
| 4                  | Kemar Mowatt       | 48 s 99 |      |
| 5                  | TJ Holmes          | 49 s 00 |      |
| 6                  | Juander Santos     | 49 s 04 |      |
| 7                  | Abderrahaman Samba | 49 s 74 |      |
| 8                  | Kariem Hussein     | 50 s 07 |      |

### Demi-finales
Qualifications : les deux premiers de chaque série (Q) et les 2 meilleurs temps (q) se qualifient pour la finale.
| Rang | Série | Couloir | Athlète                        | Nationalité            | Temps   | Notes      |
| ---- | ----- | ------- | ------------------------------ | ---------------------- | ------- | ---------- |
| 1    | 1     | 7       | Kerron Clement                 | États-Unis             | 48 s 35 | Q          |
| 2    | 1     | 5       | Karsten Warholm                | Norvège                | 48 s 43 | Q          |
| 3    | 1     | 4       | Juander Santos                 | République dominicaine | 48 s 59 | q, PB      |
| 4    | 1     | 3       | Kemar Mowatt                   | Jamaïque               | 48 s 66 | q          |
| 5    | 3     | 6       | Abderrahaman Samba             | Qatar                  | 48 s 75 | Q          |
| 6    | 3     | 4       | Yasmani Copello                | Turquie                | 48 s 91 | Q          |
| 7    | 2     | 6       | TJ Holmes                      | États-Unis             | 49 s 12 | Q          |
| 8    | 2     | 2       | Kariem Hussein                 | Suisse                 | 49 s 13 | Q          |
| 9    | 3     | 2       | Eric Futch                     | États-Unis             | 49 s 30 |            |
| 10   | 1     | 8       | Abdelmalik Lahoulou            | Algérie                | 49 s 33 |            |
| 11   | 1     | 6       | Patryk Dobek                   | Pologne                | 49 s 40 |            |
| 12   | 2     | 7       | Jaheel Hyde                    | Jamaïque               | 49 s 75 |            |
| 13   | 2     | 3       | Jack Green                     | Royaume-Uni            | 49 s 93 |            |
| 14   | 2     | 4       | Takatoshi Abe                  | Japon                  | 49 s 93 |            |
| 15   | 3     | 5       | Ludvy Vaillant                 | France                 | 49 s 95 |            |
| 16   | 3     | 8       | José Reynaldo Bencosme de Leon | Italie                 | 50 s 29 |            |
| 17   | 2     | 5       | Mamadou Kassé Hanne            | France                 | 50 s 35 |            |
| 18   | 2     | 9       | Aron Kipchumba Koech           | Kenya                  | 50 s 40 |            |
| 19   | 2     | 8       | Jaak-Heinrich Jagor            | Estonie                | 50 s 43 |            |
| 21   | 1     | 2       | Victor Coroller                | France                 | 55 s 69 |            |
|      | 3     | 9       | Guillermo Ruggeri              | Argentine              | DQ      | R 163.3(a) |
|      | 3     | 7       | Márcio Teles                   | Brésil                 | DNF     |            |
|      | 1     | 9       | Thomas Barr                    | Irlande                | DNS     |            |

### Séries
Qualification : Les 4 premiers de chaque série (Q) et les 4 plus rapides (q) sont qualifiés pour les demi-finales.
| Rang | Série | Ligne | Nom                   | Nationalité               | Temps             | Notes |
| ---- | ----- | ----- | --------------------- | ------------------------- | ----------------- | ----- |
| 1    | 3     | 8     | Yasmani Copello       | Turquie                   | 49 s 13           | Q     |
| 2    | 4     | 9     | Juander Santos        | République dominicaine    | 49 s 19           | Q     |
| 3    | 5     | 2     | Mamadou Kassé Hann    | France                    | 49 s 34           | Q     |
| 4    | 2     | 4     | TJ Holmes             | États-Unis                | 49 s 35           | Q     |
| 5    | 3     | 9     | Abderrahaman Samba    | Qatar                     | 49 s 39           | Q     |
| 6    | 5     | 7     | Márcio Teles          | Brésil                    | 49 s 41           | Q     |
| 7    | 5     | 4     | Patryk Dobek          | Pologne                   | 49 s 42           | Q     |
| 8    | 1     | 5     | Kerron Clement        | États-Unis                | 49 s 46           | Q     |
| 9    | 3     | 4     | Ludvy Vaillant        | France                    | 49 s 49           | Q     |
| 10   | 4     | 4     | Karsten Warholm       | Norvège                   | 49 s 50           | Q     |
| 11   | 5     | 5     | Aron Kipchumba Koech  | Kenya                     | 49 s 55 (.547 ms) | Q     |
| 12   | 5     | 3     | Jack Green            | Royaume-Uni               | 49 s 55 (.549 ms) | Q     |
| 13   | 5     | 8     | Eric Futch            | États-Unis                | 49 s 57           | q     |
| 14   | 1     | 3     | Takatoshi Abe         | Japon                     | 49 s 65           | Q     |
| 15   | 4     | 3     | Guillermo Ruggeri     | Argentine                 | 49 s 69           | Q, NR |
| 16   | 2     | 9     | Jaheel Hyde           | Jamaïque                  | 49 s 72           | Q     |
| 17   | 2     | 5     | Abdelmalik Lahoulou   | Algérie                   | 49 s 78           | Q     |
| 18   | 2     | 6     | Thomas Barr           | Irlande                   | 49 s 79 (.782 ms) | Q     |
| 19   | 3     | 2     | José Bencosme         | Italie                    | 49 s 79 (.789 ms) | Q     |
| 20   | 1     | 6     | Jaak-Heinrich Jagor   | Estonie                   | 49 s 81           | Q     |
| 21   | 4     | 7     | Ricardo Cunningham    | Jamaïque                  | 49 s 91           | Q     |
| 22   | 1     | 8     | Kemar Mowatt          | Jamaïque                  | 50 s 00 (.991 ms) | Q     |
| 23   | 4     | 5     | Victor Coroller       | France                    | 50 s 00 (.998 ms) | q     |
| 24   | 3     | 7     | Kariem Hussein        | Suisse                    | 50 s 12           | q     |
| 25   | 1     | 4     | Hederson Estefani     | Brésil                    | 50 s 22           |       |
| 26   | 3     | 5     | Jordin Andrade        | Cap-Vert                  | 50 s 32           |       |
| 27   | 1     | 2     | Javier Culson         | Porto Rico                | 50 s 33           |       |
| 28   | 2     | 3     | Yusuke Ishida         | Japon                     | 50 s 35           |       |
| 29   | 2     | 2     | Lorenzo Vergani       | Italie                    | 50 s 37           |       |
| 30   | 5     | 9     | Sergio Fernández      | Espagne                   | 50 s 38           |       |
| 31   | 4     | 6     | Ryo Kajiki            | Japon                     | 51 s 36           |       |
| 32   | 3     | 6     | Creve Armando Machava | Mozambique                | 51 s 71           |       |
| 33   | 1     | 7     | José Luis Gaspar      | Cuba                      | 51 s 82           |       |
| 34   | 5     | 6     | Mehboob Ali           | Pakistan                  | 52 s 24           |       |
| 35   | 2     | 7     | Ephraim Lerkin        | Papouasie-Nouvelle-Guinée | 52 s 36           |       |
| 36   | 1     | 9     | Pablo Andrés Ibáñez   | Salvador                  | 52 s 72           |       |
| –    | 4     | 2     | Michael Stigler       | États-Unis                | –                 | DQ    |
| –    | 2     | 8     | Kyron McMaster        | Îles Vierges britanniques | –                 | DQ    |
| –    | 4     | 8     | Eric Cray             | Philippines               | –                 | DQ    |
| –    | 3     | 3     | Rasmus Mägi           | Estonie                   | –                 | DNS   |

## Légende
Records et Performances
- AR : Record continental (area record)
- CR : Record des championnats (championship record)
- MR : Record du meeting (meet record)
- NR : Record national (national record)
- OR : Record olympique (olympic record)
- PR : Record paralympique (paralympic record)
- PB : Record personnel (personal best)
- SB : Meilleure performance personnelle de la saison (season's best)
- WL : Meilleure performance mondiale de l'année (world leader)
- WJR : Record du monde junior (world junior record)
- WR : Record du monde (world record)

Circonstances et Conditions
- DNF : N'a pas terminé (did not finish)
- DNS : N'a pas pris le départ (did not start)
- DQ : Disqualification (disqualification)
- NM : Aucun essai valable enregistré (No Mark)
- Q : Qualifié « directement » au prochain tour (ou à la prochaine compétition), lors d'une compétition majeure, grâce au classement ou à la réalisation des minima (automatic qualifier)
- q : Qualifié au prochain tour (ou à la prochaine compétition), lors d'une compétition majeure, grâce au repêchage ou à la réalisation de l'une des meilleures performances parmi celles des « non qualifiés directement » (grâce au meilleur temps ou à la meilleure distance par exemple) (secondary qualifier)